# سادات (فلم)
سادات، (بالإنجليزية: Sadat)، هو فيلم أمريكي درامي من جزئين تتحدث عن سيرة الرئيس المصري الراحل محمد أنور السادات، وتم إنتاج الفيلم سنة 1983، والذي مثل دور السادات الممثل الأمريكي الأسود Louis Gossett, Jr لويس جوست جونيور .

## قصة الفيلم
تبدأ قصة الفيلم عن قيام صديق أنور السادات لقتل أحد وزراء الملك الفاروق ، وبعد استيلاء الضباط الأحرار على مصر في عقد الخمسينات من القرن العشرين ، ألقى السادات كلمته بإنهاء الاستعمار الإنجليزي و انتهاء الحكم الملكي بمصر ، و اقتبس بعض اللقطات عن القوات الجوية المصرية ، ومن ثم أتجه السادات إلى إسرائيل ليقابل صديقه رئيس الوزراء الإسرائيلي مناحم بيجن وذلك لغرض إنهاء الصراع العربي الإسرائيلي واستعادة سيناء لمصر، وتنتهي الفيلم لحادثة المنصة في 6 أكتوبر سنة 1981.

## انتقادات تجاه مصر
في سنة 1983م، طلبت السلطات المصرية من وزارة الإعلام منع عرض الفيلم في عروض السينما المصرية ، ومنع توزيع الأشرطة في شوارع القاهرة وغيرها من المدن المصرية الرئيسية، والسبب يعود هذا الفيلم إلى المغالطات التاريخية واخطاء الممثلين الأمريكيين لتمثيل أدوار الشخصيات المصرية ، كما دعا الممثلين والفنانين وعموم مجلس الشعب إلى مقاطعة الفيلم وعدم مشاهدتها نهائياً، بينما أكتفت عرض لقطات حرب أكتوبر في الفيلم ذاته للجمهور.

## بطولة
| - لويس جوست جونيور: محمد أنور السادات - جون ريس ديفيس: جمال عبد الناصر - مادلين سميث أوسبرن: جيهان السادات - جيريمي كيمب: طومسون - روفن بار يوتام: يوسف السباعي - إيريك بيري: رشاد - أنّ هيوود: السيدة رؤوف - فيردي ماين: الملا - باري مورس: مناحم بيجن - ثاو بانجليس: عبد الحكيم عامر - نيهيميا بيرسوف :ليونيد بريجنيف - بيبي سيرنا: عاطف السادات | - بول سميث: الملك فاروق الأول - جيفري تامبور :سامي شرف - أهارون إيبال: رجل إسرائيلي - ريتشارد كوس: بولدوروف - هوغ جيلين السفير الأمريكي - جيورج مورفوغن: صلاح سالم - جيمس جاريت: العريف البريطاني - جوديث بنرود: مراسل التلفزيون - جيمس أوسوليفان: جوردان - الكسندر زال: حسين الشافعي - توني بلانا: طبيب الأسنان | - جيمس ويليامز ستالي - نيك فالت : رؤوف - دينيس هاوارد: إليوت ريتشاردسون - ديفيد هيس: الجندي الإسرائيلي - مايكل سعد: ليبي - والت هنا: جيمي كارتر - غيرتروديس كونتز: جولدا مائير - بن سلاك: أرئيل شارون - جو رينتيريا: الجندي المصري - محمد أبدول خير: زفاف الملا - ناثان لام: إسحاق رابين |

## وصلات خارجية
- مقالات تستعمل روابط فنية بلا صلة مع ويكي بيانات